# Quiscale merle
Quiscalus lugubris
Espèce
Répartition géographique
Statut de conservation UICN

 LC  : Préoccupation mineure
Le Quiscale merle (Quiscalus lugubris) est une espèce d'oiseaux de la famille des ictéridés présent dans la partie tropicale de l'Amérique du Sud et dans les petites Antilles.

## Description
Le Quiscale merle est un oiseau de taille moyenne mesurant de 24 à 28 cm. Le mâle est noir avec un mélange de reflets bleutés, verdâtres et violets, son bec noir est long et pointu avec un léger crochet au bout. Ses pattes sont longues et noires et possèdent de longs doigts. Sa queue est longue, graduée et en forme de quille. La femelle ressemble au mâle mais elle plus petite avec des couleurs brunes et marron. Ils pèsent de 70 à 100 g.

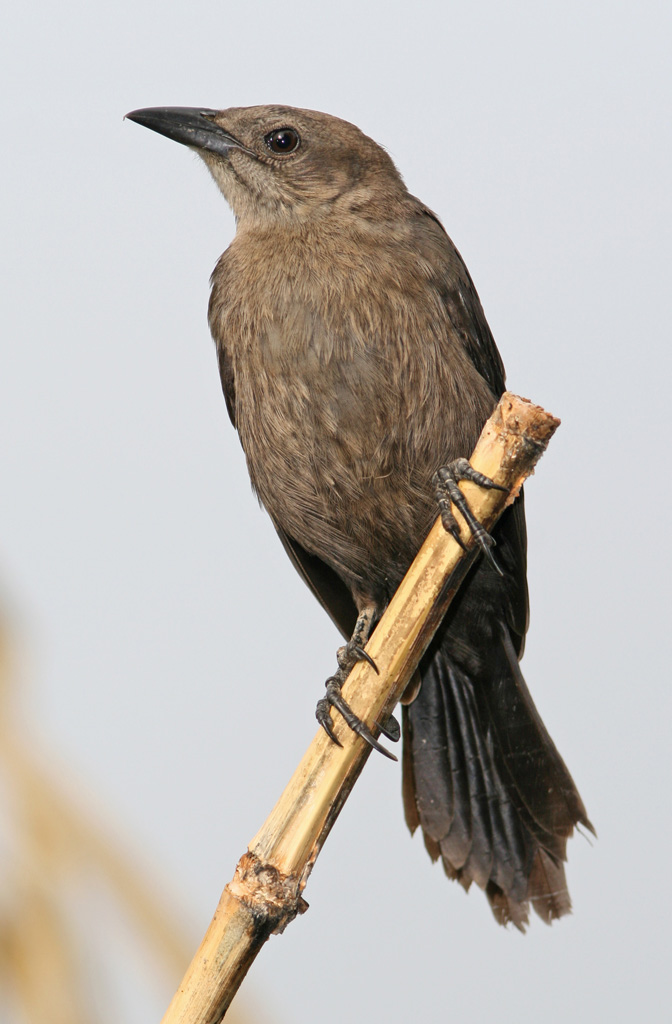
Femelle

## Répartition
Son aire s'étend de la Colombie (via les petites Antilles et le nord du plateau des Guyanes) à l'Amapá.

## Habitat
Le quiscale merle s’est acclimaté aux milieux urbains et s’observe dans les villes et sur les pelouses.  Il s’observe aussi dans les milieux agricoles, les terrains de golf et en bordure des forêts.

## Comportement
Les  quiscales merles sont des oiseaux grégaires. Pendant la journée, ils sont répartis en groupes de 5 à 10 individus voire plus. Ils cherchent en priorité des lieux dégagés comme les champs fraîchement labourés ou les terrains de golf, mais ils s'installent également dans les villes et leurs périphéries où ils se nourrissent de déchets ménagers. La nuit, ils se regroupent en grand nombre dans des arbres hauts qui peuvent accueillir 200 à 300 individus.

## Alimentation
Il se nourrit au sol à la recherche d'insectes, d'escargots ou encore de grenouilles et de lézards. Il peut devenir audacieux et familier n'hésitant pas à se nourrir sur les terrasses ou sur les tables de restaurant. Le Quiscale merle s'attaque aussi aux nids d'oiseaux se nourrissant des œufs et des poussins à peine éclos.

## Nidification
La période de reproduction varie entre les sous-espèces mais en général elle se situe entre décembre et juillet. Les mâles paradent, se battent, chantent à tue-tête et poursuivent les femelles. Le Quiscale merle niche en colonie, généralement dans les grands arbres et les palmiers. Une colonie peut compter une dizaine de nids voire plus. Le nid est une structure volumineuse souvent renforcée avec de la boue et placée dans la fourche d’une branche ou à la base de la branche le long du tronc. Ils défendent le site de nidification contre des oiseaux plus gros, attaquant les rapaces, les hérons ou bien l'homme. Le quiscale merle est parfois l’hôte du vacher luisant.

## Systématique
Huit sous-espèces sont reconnues :
- Q. l. guadeloupensis Lawrence, 1879 — petites Antilles au teint gris, blanchâtre[1];
- Q. l. inflexirostris Swainson, 1838 — Sainte Lucie ;
- Q. l. luminosus (Lawrence, 1878) — Grenadines, Grenade et archipel Los Testigos ;
- Q. l. orquillensis (Cory, 1909) — archipel de Los Hermanos ;
- Q. l. insularis Richmond, 1896 — île Margarita et archipel de Los Frailes ;
- Q. l. lugubris Swainson, 1838 — Trinité, Guyanes et Amapá ;
- Q. l. contrusus (J. L. Peters, 1925) — Saint-Vincent (île) ;
- Q. l. fortirostris Lawrence, 1868 — Barbade ; introduit à Saint-Christophe-et-Niévès et Antigua-et-Barbuda.